# Police Quest: SWAT 2
Police Quest: SWAT 2 (comercializado como SWAT2) es un videojuego táctico en tiempo real de 1998, desarrollado por Yosemite Entertainment y distribuido por Sierra FX (ambos siendo estudios de Sierra On-Line) exclusivamente para Microsoft Windows. Es la sexta entrega en la serie de Police Quest y la segunda entrega de la subserie SWAT. El juego sigue la historia del equipo SWAT del Departamento de Policía de Los Ángeles (LAPD), que se enfrenta a una milicia terrorista doméstica que lanza ataques a lo largo de Los Ángeles.
SWAT 2 utiliza una perspectiva isométrica, donde el jugador puede dar órdenes a las unidades individuales mientras se mueven por el nivel. El juego tiene dos campañas, contando con historias para la policía y los terroristas.
El juego ha recibido reseñas medias, pero fueron más positivas que las de su predecesor. Una secuela, SWAT 3: Close Quarters Battle, fue lanzada en 1999.

## Jugabilidad
Police Quest: SWAT 2 es un juego táctico en tiempo real que se juega desde una perspectiva isométrica. El jugador asume el papel de un comandante, ordenando a las unidades seleccionadas en la fase previa a la misión, y completando objetivos. Los movimientos y las acciones son determinadas seleccionando a las unidades y haciendo clic en el punto al que deban ir o en el objetivo. Las unidades pueden ser ordenadas en «elementos» (equipos por colores) para facilitar el manejo de múltiples escuadrones. Cada unidad tiene capacidades en dos categorías: «puntería», relacionada con las armas (específicamente pistolas, armas automáticas, escopetas, y rifles francotirador); y «entrenamiento cruzado», el cual varía entre las facciones pero generalmente se relaciona con el equipamiento y el dominio de las utilidades. Las unidades SWAT tienen una tercera categoría de habilidades, «certificación», que denota si son capaces o no de especializarse en un cierto rol (líder, francotirador, explosivos, EMT, K9), cada uno con sus habilidades únicas, como poder revelar cualquier parte del mapa dentro de su línea de visión (habilidad del francotirador). Las unidades pueden llevar equipamientos como herramientas de intrusión, máscaras de gas, granadas, bombas y chalecos antibalas.
El juego dispone de dos campañas separadas: una contando la historia del SWAT de LAPD, y la otra desde el punto de vista de la organización terrorista Five Eyes. Cada facción tiene armas y equipamientos únicos, pero son en gran parte simétricas. SWAT tiene cuatro habilidades de apoyo (intentos de negociación, pedidos de apoyo aéreo para localizar enemigos, llamar al vehículo SWAT para derribar puertas y paredes, y pedir apoyo francotirador), mientras que Five Eyes solo tiene dos (aceptar negociaciones, y pedir un auto de fuga). Ambas facciones tienen factores de jugabilidad únicos en sus campañas: SWAT tiene unidades disponibles, mientras que Five Eyes deberá reclutar más; SWAT recibe resúmenes durante las misiones, y Five Eyes los recibe antes; SWAT debe seguir un reglamento para los enfrentamientos y preferiblemente arrestar sospechosos, mientras que Five Eyes puede matar a la policía y los rehenes con pocas consecuencias, y los objetivos de las misiones del SWAT son distintos de los de Five Eyes, quienes ocasionan incidentes mientras que SWAT intenta detenerlos.

## Trama
En 1999, el LAPD, liderado por el jefe John De Souza, despliega su equipo SWAT para controlar una serie de crímenes violentos a lo largo de Los Ángeles. Con ayuda del comandante sargento de SWAT Griff Markossian y el negociador de la policía, el sargento Mike Álvarez, De Souza comanda al SWAT mientras maneja incidentes cada vez más complejos, desde robos y asedios, hasta disturbios y magnicidios.
En el transcurso de sus despliegues, el LAPD a menudo se enfrentará a Five Eyes, una milicia terrorista de culto trascendentalista de izquierda, liderado por el misterioso «Bashō» y su segundo al mando, «Dante». SWAT es desplegado para derrotar a Five Eyes y evitar que recluten más miembros, mientras que Five Eyes logra matar a varios oficiales e imprimir su manifiesto como parte de sus intentos para adoctrinar al público para su causa. Luego de que SWAT salve al alcalde de Los Ángeles de un intento de asesinato, Five Eyes lanza un asalto en represalia al Parker Center, pero SWAT consigue repeler el ataque y proteger a De Souza.
Al mismo tiempo, Five Eyes embosca un transporte de prisioneros y rescata a Bashō, quien estuvo ausente por gran parte de la campaña de Five Eyes. Sin embargo, esto desencadena un conflicto interno ya que Bashō y Dante compiten por el control de Five Eyes, resultando en un tiroteo triple entre la facción de Bashō, la facción de Dante y el SWAT en el cuartel general de Five Eyes en el cañón de Topanga. Bashō logra escapar de la ciudad en LAX, pero la facción de Dante lo asesina, y estos escapan en un avión cuando llega el SWAT. Dante obtiene el control total de Five Eyes, pero renuncia a las costumbres criminales de Bashō por resultar inviables, disuelve Five Eyes, y se retira junto a su facción a «la isla tropical más cercana que no tenga un tratado de extradición con los Estados Unidos».

## Desarrollo
Muchas de las misiones de Police Quest: SWAT 2 fueron basadas en eventos de la vida real, como el tiroteo de North Hollywood en febrero de 1997, y un disturbio a pequeña escala en un centro comercial que puede ser visto como un paralelismo con los disturbios de Los Ángeles de 1992 que sucedieron tras el incidente de Rodney King.
La diseñadora del juego fue Susan Frischer. La banda sonora del juego fue compuesta por Jason Hayes y Chance Thomas, con el tema del juego titulado «Just Another Day in L.A.», interpretado por el cantante de Utah, Randall «Randy» Porter, compuesto por Chance Thomas, y escrito por Susan Frischer.
Los lanzamientos tempranos del juego fueron listados como Police Quest 6 (PQ6) en los nombres de los archivos y carpetas. Sin embargo, el nombre no aparece en la pantalla del título o en el arte de la portada.

## Lanzamiento
Police Quest: SWAT 2 fue lanzado el 11 de julio de 1998 en Norteamérica.
Police Quest: SWAT 2 fue posteriormente relanzado en GOG.com en el SWAT Career Pack (con los otros seis juegos de Police Quest), en Police Quest: SWAT Force (que incluía los dos primeros juegos de SWAT), en Police Quest: SWAT Generation collection (con SWAT y SWAT 3), y en Police Quest: SWAT 1 y 2.

## Recepción
Police Quest: SWAT 2 recibió reseñas «medias», mucho más positivas que las de los primeros dos juegos, de acuerdo al sitio web agregador de reseñas GameRankings. El juego aún tuvo varias fallas, como la interfaz demasiado complicada, la microgestión, una inteligencia artificial imperfecta, y una solución sencilla de vender armas de avatares sin usar, que permitía a los jugadores ignorar la presupuestación y el aspecto financiero del juego.[cita requerida]

### Ventas
Como su predecesor, Police Quest: SWAT 2 fue un éxito comercial. Sus ventas sobrepasaron las 400.000 copias para finales de 1999.